# Lastad
Lastad  är en ort i Falkenbergs kommun och till viss del i Varbergs kommun i Hallands län. År 1990 klassades orten som en egen småort och åter från 2023.